# Antal Szerb
Dans le nom hongrois Szerb Antal, le nom de famille précède le prénom, mais cet article utilise l’ordre habituel en français Antal Szerb, où le prénom précède le nom.
Antal Szerb (Budapest, 1er mai 1901 - Balf, 27 janvier 1945) est un romancier, historien de la littérature, essayiste, critique littéraire, professeur et éditeur hongrois.

## Biographie
Ses parents appartiennent à la classe moyenne juive, et se sont convertis au catholicisme. Son père se considère comme un franc-maçon. Il est donc baptisé et reçoit une éducation catholique romaine : il fréquente le lycée piariste de Budapest. Outre cela, l'expérience la plus marquante de son enfance est le scoutisme, et son parrain est Ottokár Prohászka (en), théologien et écrivain catholique et évêque de Székesfehérvár. Sándor Sík, prêtre et poète religieux, est son professeur au lycée piariste de Budapest et l'encourage à continuer son activité littéraire. C'est ainsi qu'il écrit ses premiers poèmes, nouvelles, qu'il publie au sein du cercle littéraire de son lycée, où il finit par publier même des tentatives d'essais et de drames vers la fin de ses années lycéennes.
Après avoir passé le baccalauréat, il commence ses études supérieures en septembre 1920 à l'université de Budapest en faculté de littérature et langues hongroises et allemandes. Pendant cette période, il apprend de façon autodidacte l'anglais et le français.
Après avoir écrit sa thèse sur Ferenc Kölcsey, il obtient son doctorat le 24 juillet 1924.
Il a à peine vingt ans lorsque Nyugat (« Occident »), la revue littéraire hongroise la plus importante, publie en février 1921 six de ses poèmes d’un coup. Ensuite il écrit des articles critiques pour cette revue. Par la suite, Napkelet (« Orient »), une autre revue littéraire) publie également ses écrits ; par ailleurs Minerva, une revue scientifique d’histoire des idées en train de se créer, l’accepte parmi ses rédacteurs. En 1926, on publie sa thèse sur Ferenc Kölcsey en intégralité au sein de la revue. Pendant les années 1930, il s’occupe surtout de littérature anglo-saxonne et de théorie du roman. Son ouvrage, A világirodalom története (« Histoire de la littérature mondiale »), s’appuie entre autres sur un ouvrage semblable de Mihály Babits, Az európai irodalom története (« Histoire de la littérature européenne »). Szerb considérait la littérature comme un mouvement mondial, où les écrivains illustres des nations différentes s'inspirent les uns des autres tout au long des siècles, et à travers les frontières. Les premières nouvelles de Szerb sont historiques, ou issues de l’univers des contes.
Il épouse Amália Lakner à Budapest le 15 juin 1932. Il épousera plus tard (le 28 juillet 1938) Klára Bálint, fille d’Aladár Bálint et sœur du peintre Endre Bálint.
Il séjourne en Italie et à Paris, et passe une année à Londres. À 37 ans, il devient président de la Société hongroise des études littéraires.
Dans la plupart de ses œuvres des années 1930, l’inspiration historique disparaît pour être remplacée par des "merveilles", et un certain mysticisme. Un autoportrait lyrique surgit, ironique et doux dans La Légende de Pendragon, son premier roman - qui est un mélange du roman policier, de l’essai et de l’histoire de fantômes. Le Voyageur et le clair de lune a comme thème l’expérience du voyage vers l’intériorité, et a été récompensé par le prix Baumgarten, en 1935.
Sa dernière œuvre, « Le collier de la reine » (A királyné nyaklánca, 1943), se passe sous l'Ancien Régime en France. Bien que, par ses parents, converti au catholicisme, il est considéré comme juif par les lois anti-juives. À partir de 1941, ses émissions de radio cessent, et son Histoire de la littérature mondiale est censurée. Nyugat cesse de paraître. Interdit d’exercer en tant que professeur, il est envoyé en travail forcé à Balf, pour creuser des tranchées anti-tanks contre l’armée soviétique. Le 27 janvier 1945, les soldats du camp de Balf le battent à mort.

## Œuvres principales

### Romans et nouvelles
- A Pendragon legenda, 1934 (La Légende de Pendragon, trad. par Charles Zaremba et Natalia Zaremba-Huszvai, Viviane Hamy, 2012  (ISBN 978-2-87858-506-3))
- Szerelem a palackban, 1935 (recueil de nouvelles)
- Utas és holdvilág, 1937 (Le Voyageur et le Clair de lune, trad. par Charles Zaremba et Natalia Zaremba-Huszvai, Viviane Hamy, 2011  (ISBN 978-2-87858-504-9))
- VII. Olivér, 1942 (Oliver VII, trad. par Chantal Philippe)
- A királyné nyaklánca, 1943 (Le Collier de la reine)

### Essais
- Magyar irodalomtörténet, 1934 (Histoire de la littérature hongroise)
- Hétköznapok és csodák, 1936 (Jours ordinaires et miracles [sur la théorie du roman])
- A világirodalom története, 1941 (Histoire de la littérature mondiale)

## Éponymie
L'astéroïde (728826) Szerbantal est nommé en son honneur.

## Sources
- (hu) Ágnes Kenyeres (dir.), Magyar életrajzi lexikon [« Encyclopédie biographique hongroise »], Budapest, Akadémiai kiadó, 1969, « Szerb Antal »
- (hu) Géza Hegedüs, A magyar irodalom arcképcsarnoka [« Galerie de portraits de la littérature hongroise »], Budapest, Trezor, 1992, « Szerb Antal »